# We Feed the World
We Feed the World (Noi nutriamo il mondo) è un documentario di Erwin Wagenhofer del 2005; rintraccia le origini del cibo che mangiamo e le visioni della produzione industriale moderna del cibo e degli allevamenti industriali in una luce critica.
Il suo viaggio lo porta in Francia, Spagna, Romania, Svizzera, Brasile e Austria.
La pellicola presenta interviste con più persone, inclusi un sociologo e il politico Jean Ziegler.
Il film è stato il documentario di maggior successo austriaco. 
Nei popoli di lingua tedesca è stato visto da 600.000 persone.